# 凌伯曾
凌伯曾（？—1621年），字元肅，號森墨，四川重庆府永川县（今重庆市永川区）人，明朝政治人物。

## 生平
万历二十五年（1597年）丁酉科四川乡试舉人，三十二年（1604年），登甲辰科进士，工部觀政，三十七年授南户部山西司主事，三十九年升员外，升郎中，管江北仓，四十年管应天仓，四十二年升宝庆知府，四十四年患病，天启元年（1621年）卒。